# Heliga förklaringens serbisk-ortodoxa kyrka, Pančevo
Heliga förklaringens serbisk-ortodoxa kyrka (serbisk kyrilliska: Српска православна црква Светог Преображења; latinska: Srpska pravoslavna crkva Svetog Preobraženja) är en serbisk-ortodox kyrkobyggnad belägen i staden Pančevo i provinsen Vojvodina, i norra Serbien.
Kyrkan är helgad åt Kristi förklaring och tillhör Banats stift.

## Historik
Heliga förklaringens serbisk-ortodoxa kyrka i Pančevo började att byggas år 1873 och stod klar 1878 på platsen för en äldre kyrka från början av 1700-talet. Arkitekten bakom kyrkan var Svetozar Ivačković.
2003 pågick restaureringsarbeten på klocktornet.

## Kyrkan
- Det är en enskeppig kyrka med en bas formad som ett kors.[3]
- Kyrkan är byggd i nybysantinsk stil.[3]
- Ikonostasen, som designades av Branko Tanazević och Milorad Ruvidić, målades av Uroš Predić 1911.[3]
- Väggmålningarna dekorerades av Stevan Aleksić.[3]

## Bilder

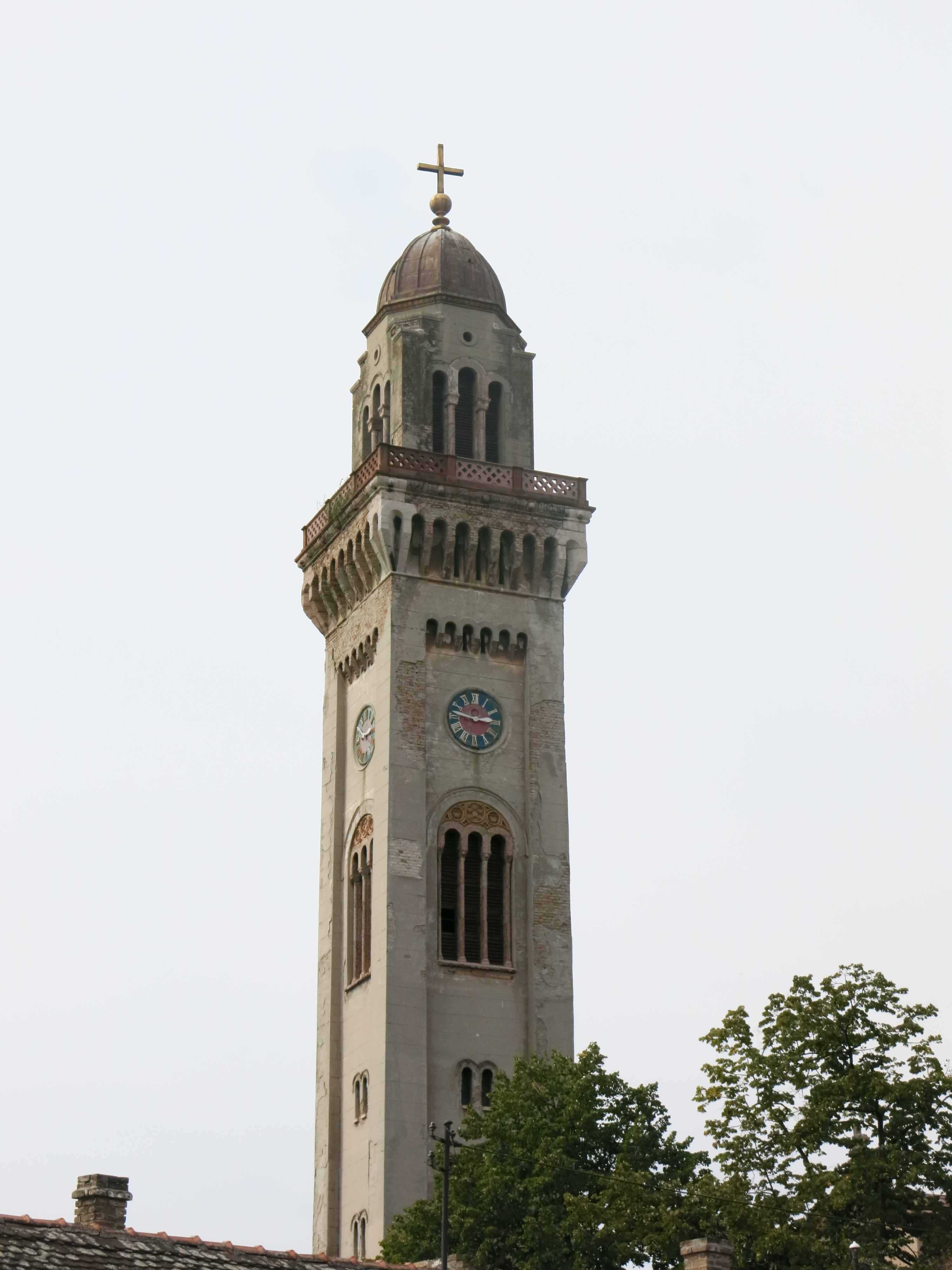
Klocktornet.
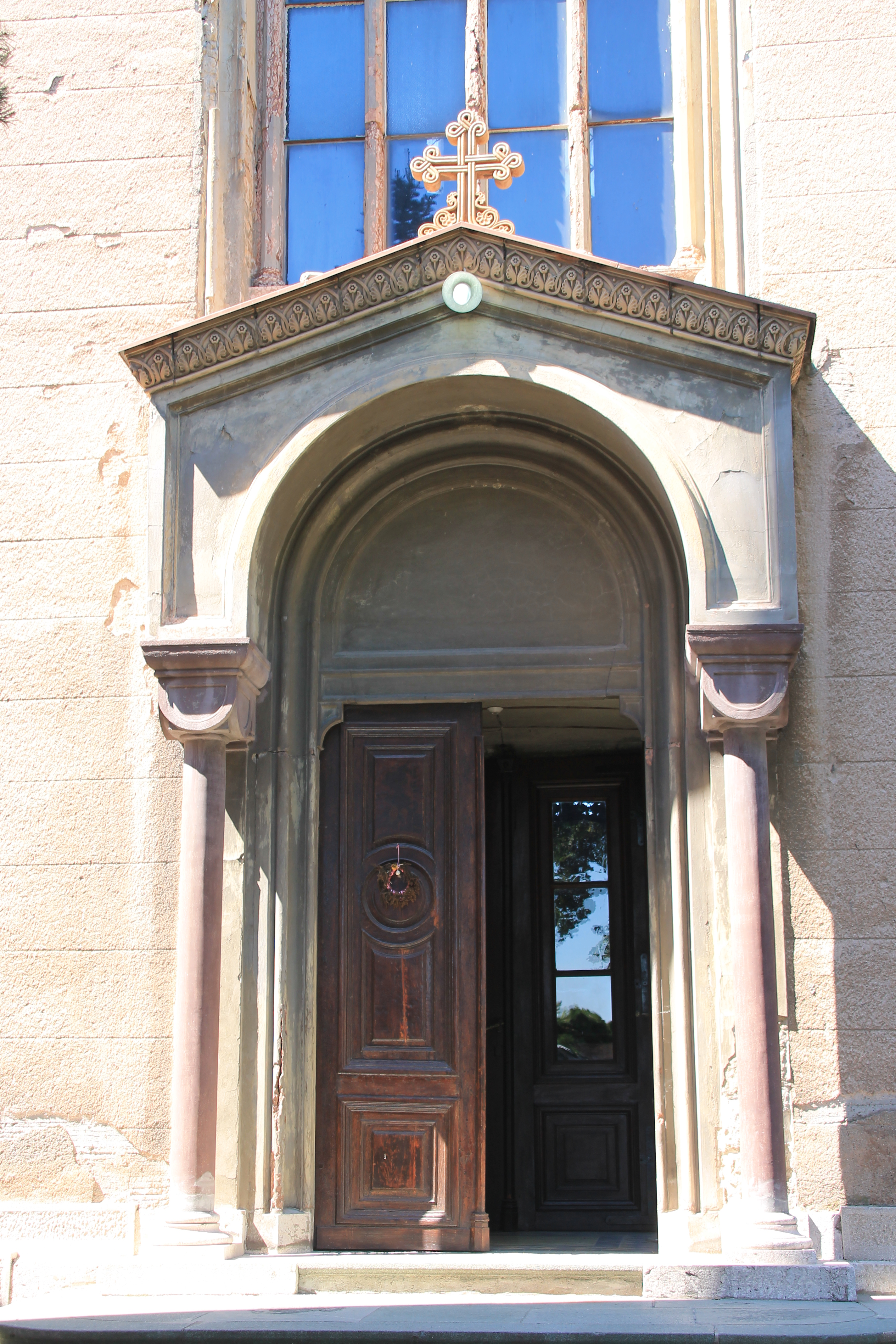
Entré.
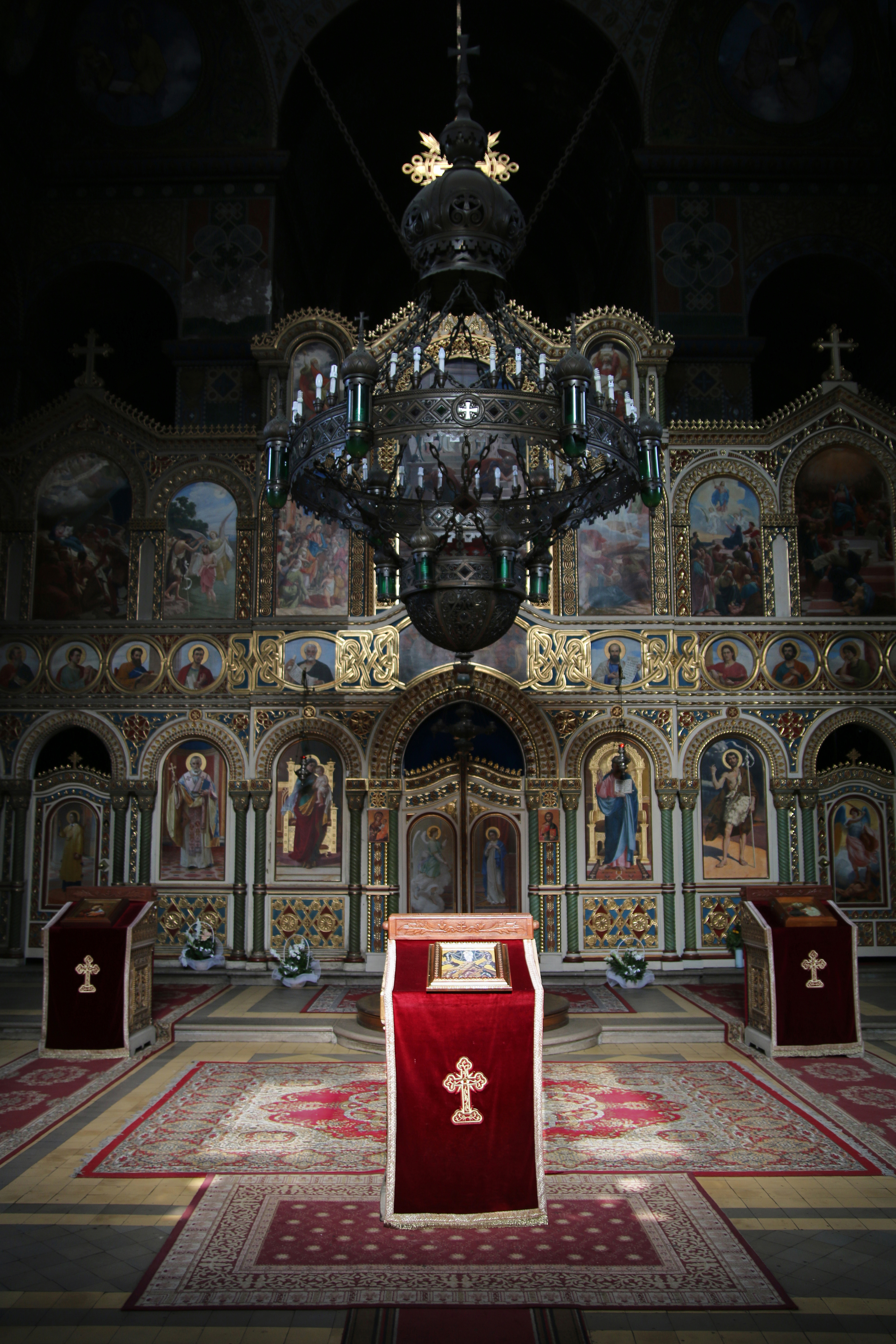
Kyrkans interiör mot ikonostasen.
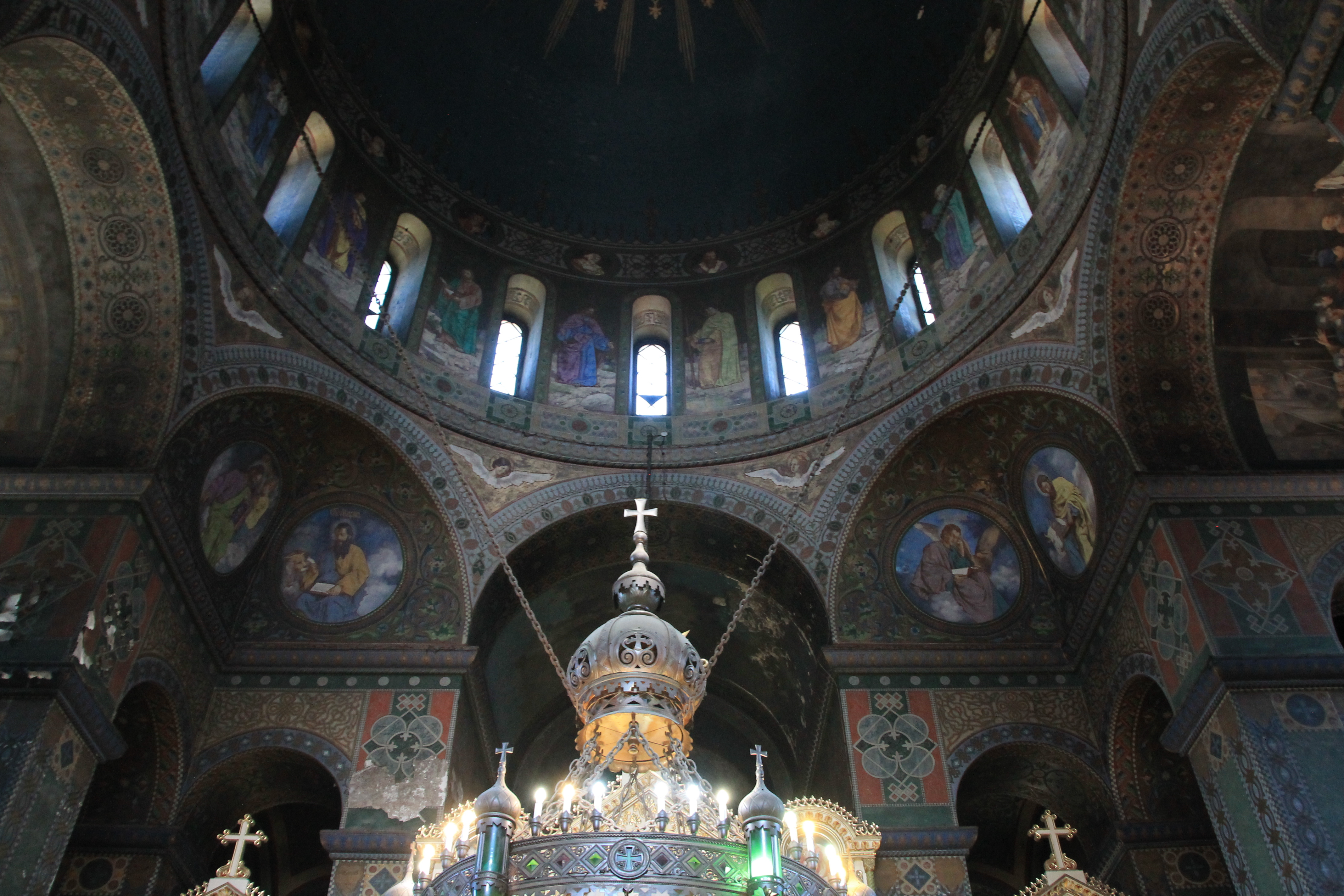
Interiören.
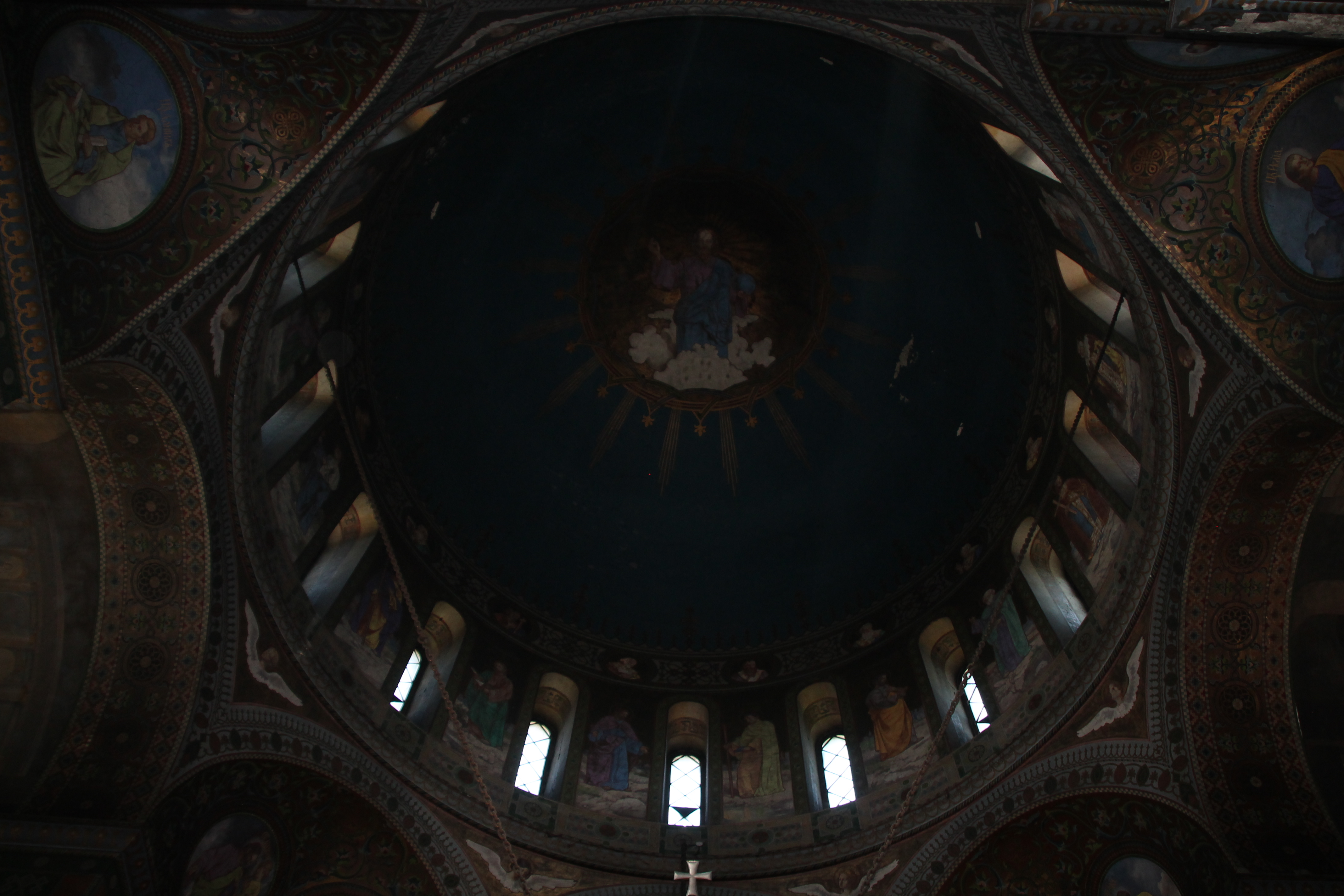
Kupolen inifrån.